# Heinrich Julius Adolph Robert Hartig

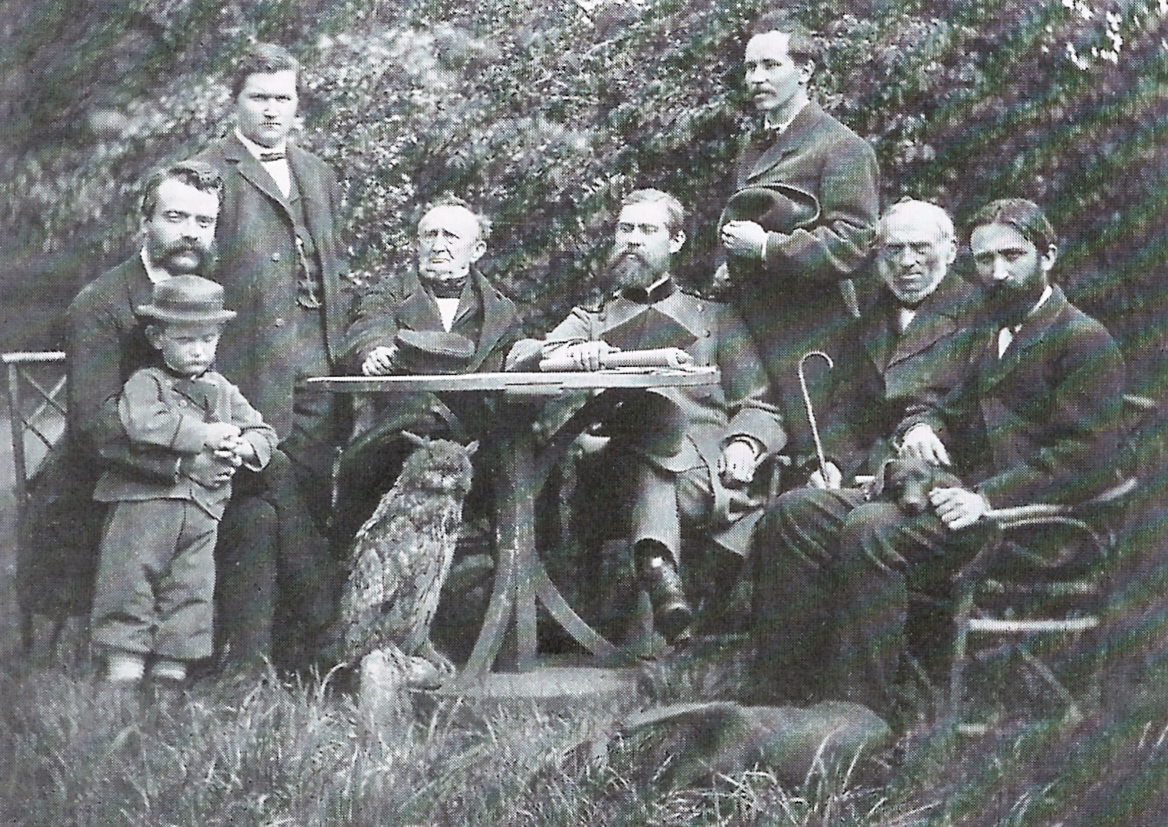
Profesores de la Escuela forestal en Neustadt-Eberswalde, ca. 1868 (desde izq.): Robert Hartig (con Peter Danckelmann en sus brazos), desconocido, Julius Theodor Christian Ratzeburg, Bernhard Danckelmann, Adolf Remelé, Wilhelm Schneider, Wilhelm Schütze.

Robert Hartig (30 de mayo de 1839, Braunschweig - 9 de octubre de 1901, Múnich) fue un naturalista forestal y micólogo alemán. Fue hijo de Theodor Hartig (1805-1880) y nieto de Georg Ludwig Hartig (1764-1837).
Fue descriptor de la red de Hartig, una red de hifas que se extiende hasta la raíz de la planta.
En 1878, inició la moderna era de comprensión del decaimiento forestal en su texto Zersetzungserscheinungen des Holzes (Signos de descomposición de la madera).
Trabajó en Eberswalde (1867–1878) y en Múnich (1878–1901) en fitopatología forestal.

## Algunas publicaciones
- Vergleichende Untersuchungen über den Wachsthumsgang und Ertrag der Rothbuche und Eiche im Spessart, der Rothbuche im östlichen Wesergebirge, der Kiefer in Pommern und der Weißtanne im Schwarzwalde, Stuttgart 1865. (Estudios comparativos sobre la respuesta de crecimiento y rendimiento de hayas y robles en el Spessart, Pomerania, con pino blanco en el Bosque Negro)

- Die Rentabilität der Fichtennutzholz- und Buchenbrennholzwirthschaft im Harze und im Wesergebirge, Stuttgart 1868. (Rentabilidad de Fichtennutzholz y comercialización de leña en las montañas de Harz y Weser)

- Vorläufige Mittheilung über den Parasitismus von Agaricus melleus und dessen Rhizomorphen, en: Botanische Zeitung, 31. Jahrgang, 1873, pp. 295–297 (= en: n.º 19, 9; mayo 1873) (Comunicación preliminar sobre el parasitismo de Agaricus melleus y sus rizomorfos)

- Vorläufige Mittheilungen über Parasiten der Waldbäume, en: Botanische Zeitung, 31. Jahrgang, 1873, pp. [353]–357 (= en: n.º 23 6 de junio de 1873)

- Wichtige Krankheiten der Waldbäume. Beiträge zur Mycologie und Phytopathologie für Botaniker und Forstmänner (Importante medicina de curación de árboles forestales, y contribuciones a la patología micológica y de planta), Berlín 1874.

- Die durch Pilze erzeugten Krankheiten der Waldbäume. Für den deutschen Förster. 2ª ed. Breslau 1875

- Die Zersetzungserscheinungen des Holzes der Nadelholzbäume und der Eiche in forstlicher botanischer und chemischer Richtung, Berlín 1878

- Lehrbuch der Baumkrankheiten, Berlín 1882

- Lehrbuch der Baumkrankheiten, 2., verb. edición ampliada, Berlín 1889

- Lehrbuch der Pflanzenkrankheiten. Für Botaniker, Forstleute, Landwirthe und Gärtner, 3., völlig neu bearbeitete Auflage des Lehrbuches der Baumkrankheiten, Berlín 1900.

- Rhizomorpha (Dematophora) necatrix n. sp. en: Untersuchungen aus dem forstbotanischen Institut zu München, Band III (1883) pp. [95]–135

- Das Holz der deutschen Nadelwaldbäume, Berlín 1885.

- Der ächte Hausschwamm (Merulius lacrymans Fr.), (Die Zerstörungen des Bauholzes durch Pilze I), Berlín 1885.

- 2ª ed.: Der echte Hausschwamm und andere das Bauholz zerstörende Pilze, 2. Aufl., bearbeitet und herausgegeben von Dr. C. Freiherr von Tubeuf, Berlín 1902.

- (con Rudolf Weber) Das Holz der Rothbuche in anatomisch-physiologischer, chemischer und forstlicher Richtung, Berlín 1888.

- Lehrbuch der Anatomie und Physiologie der Pflanzen unter besonderer Berücksichtigung der Forstgewächse, Berlín 1891.

- Die anatomischen Unterscheidungsmerkmale der wichtigeren in Deutschland wachsenden Hölzer, 4. Auflage, München 1898.

## Honores

### Epónimos
- Phellinus hartigii